# 極 (麻雀ゲーム)
『極』（きわめ）は、コンピューター四人打ち麻雀ゲームソフトのシリーズである。
開発、発売はアテナ。
本シリーズの開発者にして、アテナ創設者の中村栄は、2022年のインタビューの中で、1990年代前半当時は麻雀や将棋のゲームが必ず売れるという噂があり、自分も学生時代に親しんでいたことがきっかけだったと明かしている。
ただの麻雀ゲームでは面白くないため、日本プロ麻雀連盟に連絡を取ったところ、伊藤優孝をはじめとするプロ雀士と接点ができ、彼らを用いた麻雀ゲームという方向性ができた。
アテナはこの他にも「勝負師伝説 哲也」という麻雀ゲームシリーズを出していた。

## シリーズ一覧
スーパーファミコン版
- プロ麻雀 極（1993年6月11日発売） - 初の極シリーズ、2016年12月20日よりプロジェクトEGGにて配信開始[2]。
- プロ麻雀 極II（1994年7月20日発売） - 2018年10月9日よりプロジェクトEGGにて配信開始[3]。
- プロ麻雀 極III（1995年6月30日発売）

セガサターン版
- プロ麻雀 極S（1996年1月12日発売）

PlayStation版
- プロ麻雀 極PLUS（1996年8月30日発売） - 2008年1月30日よりゲームアーカイブスにて配信開始。アテナ配信ソフトは2015年3月11日よりトリニティから配信されている。レイティングはCERO：A（全年齢対象）。
- プロ麻雀 極PLUSII（1998年12月10日発売） - 2008年3月21日よりゲームアーカイブスにて配信開始。レイティングはCERO：A（全年齢対象）。
- プロ麻雀 極 天元戦編（1999年10月28日発売） - 2008年4月30日よりゲームアーカイブスにて配信開始。レイティングはCERO：A（全年齢対象）。
- 井出洋介の麻雀教室 〜プロ麻雀 極シリーズ 初級編〜（1999年12月2日発売） - 2008年2月27日よりゲームアーカイブスにて配信開始。レイティングはCERO：A（全年齢対象）。

NINTENDO 64版
- プロ麻雀 極64（1997年11月21日発売）

ドリームキャスト版
- プロ麻雀 極D（2000年3月30日発売）

PlayStation 2版
- プロ麻雀 極NEXT（2000年8月31日発売） - 対戦相手として麻雀漫画『アカギ 〜闇に降り立った天才〜』などで知られる漫画家の福本伸行が登場する。また、ソニー・コンピュータエンタテインメントの提案により、プレイヤーの打ち筋を点数化して分析したり、打牌の欠点をじっくり解説するシステムが導入された[4][1]。
- 極 麻雀DX2 -The 4th MONDO21Cup Competition-（2003年12月18日発売）

ニンテンドー ゲームキューブ版
- 極 麻雀DXII -The 4th MONDO21Cup Competition- （2002年8月9日発売） - ゲームキューブ唯一の麻雀ソフト

ゲームボーイ版
- プロ麻雀 極GB（1994年12月22日発売） - カラー非対応。スーパーファミコンの周辺機器『スーパーゲームボーイ』に対応しており、ゲームの音源がスーパーファミコン専用の音源になり、専用のフレームも存在する。
- プロ麻雀 極GBII（1999年3月19日発売） - カラー対応

ワンダースワン版
- プロ麻雀 極 for WonderSwan（1999年10月7日発売） - カラー非対応

ゲームボーイアドバンス版
- 極 麻雀デラックス 未来戦士21（2001年8月10日発売）

Windows版
- プロ麻雀 極 for Windows（1997年11月10日発売）
- プロ麻雀 極 天元戦編　for Windows（2001年10月26日発売）
- プロ麻雀 極 NEXT for Windows Vista対応（2007年8月3日発売）

アーケードゲーム
- プロ麻雀 極
- プロ麻雀 極S

携帯アプリ版
- プロ麻雀 極（2004年9月より配信） - 運営はタイトー

## 評価
『PLUS』はファミ通クロスレビューでは7、7、7、6の27点。レビュアーはプロ雀士16人が登場する豪華さ、クイズに挑戦するトレーニングや対戦データなどモードの充実、コンピューターの思考の速さ、プロ雀士が表情豊かだと賞賛、キーレスンポスがルーズで牌を切り間違いがよく起こるとした。